# Abbottina liaoningensis
Abbottina liaoningensis là một loài cá vây tia thuộc chi Abbottina được tìm thấy ở tỉnh Liêu Ninh, Trung Quốc.